# Leptaspis
Leptaspis là một chi thực vật có hoa trong họ Hòa thảo (Poaceae).

## Loài
Chi Leptaspis gồm các loài: